# Группа радикал-социалистов
Группа радикал-социалистов (фр. Groupe radical-socialiste) — французская парламентская группа, действовавшая в период с 1895 по 1958 год в законодательных органах Третьей и Четвёртой республик.

## История

### Левое крыло радикалов (1892—1914)
В конце XIX века в парламентской группе «Крайне левые», объединившей в 1876 году так называемых «непримиримых» радикальных республиканцев из Республиканского союза и независимых социалистов, породила радикально-социалистическую идеологию. Она объединила радикальные республиканские идеи (скорее этатистских) с социалистическими позициями, всё ещё революционными в то время. В то время радикальные социалисты представляли собой левое крыло республиканского лагеря.
Первая группа радикал-социалистов была создана в марте 1892 года под названием Радикально-социалистическая республиканская группа (англ. Groupe républicain radical-socialiste) на базе  группе «Крайне левые», но уже через год группа затем вернулась к своему первоначальному названию. Только в 1895 году крайне левые окончательно объединились с радикал-социалистами ради поддержки первого правительства, полностью состоящего из радикалов и возглавляемого Леоном Буржуа.
С появлением в парламенте депутатов от Французской рабочей партии, Федерации социалистических рабочих Франции и других социалистических партий, депутаты-радикалы оказались постепенно оттеснены к левому центру. На заре XX века группа представляла французских левых, находившихся между социалистами-реформистами и левыми радикалами, с которыми в 1899 году она образовала коалицию Блок левых (к которому присоединились левые республиканцы и продрейфусовское крыло умеренных).
После выборов 1898 года в состав группы входило около десяти националистов, изгнанных в декабре того же года. Несмотря на разногласия по поводу отношения к правительству Пьера Вальдека-Руссо, мелинистское происхождение которого раздражало радикалов, они всё же проголосовали за доверие правительству, за исключением Камилла Пельтана, Гюстава Мезюрёра и Луи-Люсьена Клоца, вышедших из группы. Осенью Леон Буржуа и масоны призвали открыто поддержать правительство, что открыло путь к объединению радикалов.
В 1901 году была создана Республиканская партия радикалов и радикал-социалистов, которая хотела объединить в своих рядах французских радикалов, чтобы противостоять правым республиканцам, объединившимся в результате сближения консервативного крыла умеренных республиканцев и роялистов, сплотившихся вокруг республиканских идей после дела Дрейфуса. После выборов 1902 года Группа радикал-социалистов стала первой силой Блока левых.
Первый кризис поразил группу после неудачной попытки избрания Фернана Дюбифа на пост вице-президента Палаты депутатов в январе 1904 года. Большинство членов, несогласные со стратегией своих лидеров, сформировали группу «левых радикал-социалистов» (англ. Gauche radicale-socialiste, GRS). Меньшинство составляло группу «крайне левых радикал-социалистов» (англ. Gauche radicale-socialiste), прежде чем присоединиться к GRS после выборов 1906 года.
Единство радикалов и радикальных социалистов в Палате депутатов стало эффективным только после выборов 1914 года, когда депутатов-радикалов лишили права по своему выбору заседать либо в группе левых радикал-социалистов, либо в группе левых радикалов. После 1914 года последняя охотно принимала независимых радикалов, которые по разным причинам не хотели вступать в Радикально-социалистическую партию, или других, вышедших из неё из-за нежелания вступать в союз с социалистами, не вступая, однако, формально в Демократический альянс.

### Ведущая сила Третьей республики (1914—1940)
С 1914 года это была единственная группа депутатов от Республиканской партии радикалов и радикал-социалистов, наиболее умеренные из которых до этого входили в Группу левых радикалов. В межвоенный период это была основная парламентская группа, которая поддерживала все сменявшие друг друга правительства с 1924 по 1940 год.

### Ключевая группа Четвёртой республики (1945—1958)
Возрождённая в 1945 году, группа не смогла вернуть себе прежнее значение, но играла ключевую роль во время Четвёртой республики вместе с группой Демократического и социалистического союза сопротивления (UDSR).
В 1958 году, с установлением Пятой республики, депутаты от Радикальной партии вошли в состав Административного формирования независимых, прежде чем сформировать группу Демократическое соглашение вместе с другими левоцентристскими депутатами от UDSR, CR и других партий.

## Численность
| Орган                  | Год        | Название                                                       | Депутаты | Изм.  |
| ---------------------- | ---------- | -------------------------------------------------------------- | -------- | ----- |
| Палата депутатов       | 1892       | Радикально-социалистические республиканцы (RRS)                | 49       | н/д   |
| Палата депутатов       | 1895       | Радикал-социалисты (RS)                                        | 30       | н/д   |
| Палата депутатов       | 1898       | Радикал-социалисты (RS)                                        | 104      | ▲ 74  |
| Палата депутатов       | 1902       | Радикал-социалисты (RS)                                        | 115      | ▲ 9   |
| Палата депутатов       | 1904       | Левые радикал-социалисты (GRS)                                 | 85       | ▼ 30  |
| Палата депутатов       | 1906       | Левые радикал-социалисты (GRS)                                 | 139      | ▲ 54  |
| Палата депутатов       | 1910       | Радикально-социалистические республиканцы (RRS)                | 150      | ▲ 11  |
| Палата депутатов       | 1914       | Республиканская партия радикалов и радикал-социалистов (PRRRS) | 172      | ▲ 22  |
| Палата депутатов       | 1919       | Партия радикалов и радикал-социалистов (PRRS)                  | 86       | ▼ 86  |
| Палата депутатов       | 1924       | Радикалы и радикал-социалисты (RRS)                            | 139      | ▲ 53  |
| Палата депутатов       | 1928       | Республиканские радикалы и радикал-социалисты (RRRS)           | 125      | ▼ 14  |
| Палата депутатов       | 1932       | Республиканские радикалы и радикал-социалисты (RRRS)           | 160      | ▲ 35  |
| Палата депутатов       | 1936       | Республиканские радикалы и радикал-социалисты (RRRS)           | 110      | ▼ 50  |
| Учредительное собрание | 1945       | Радикалы и радикал-социалисты (RRS)                            | 29       | новая |
| Учредительное собрание | июнь 1946  | Радикалы и радикал-социалисты (RRS)                            | 32       | ▲ 3   |
| Национальное собрание  | нояб. 1946 | Республиканские радикалы и радикал-социалисты (RRRS)           | 43       | ▲ 11  |
| Национальное собрание  | 1951       | Республиканские радикалы и радикал-социалисты (RRRS)           | 74       | ▲ 31  |
| Национальное собрание  | 1956       | Республиканские радикалы и радикал-социалисты (RRRS)           | 58       | ▼ 16  |